# Cheiracanthium elegans
Espèce
Synonymes
- Cheiracanthium letochae L. Koch, 1876

Cheiracanthium elegans est une espèce d'araignées aranéomorphes de la famille des Cheiracanthiidae.

## Distribution
Cette espèce se rencontre en Europe, en Turquie, en Iran, en Asie centrale et dans le sud de la Sibérie.

## Description
Les mâles mesurent de 8,3 à 9 mm et les femelles de 7,35 à 12 mm.

## Systématique et taxinomie
Cheiracanthium letochae a été placée en synonymie avec Cheiracanthium elegans.

## Publication originale
- Thorell, 1875 : Verzeichniss südrussischer Spinnen. Horae Societatis Entomologicae Rossicae, vol. 11, p. 39-122.